# Kozloduy Cove
Die Kozloduy Cove (englisch; bulgarisch залив Козлодуй saliw Kosloduj) ist eine 1,4 km lange und 1,25 km breite Bucht an der Ostküste von Robert Island im Archipel der Südlichen Shetlandinseln. Sie liegt zwischen dem Kitchen Point und dem Perelik Point.
Bulgarische Wissenschaftler kartierten sie 2008. Die bulgarische Kommission für Antarktische Geographische Namen benannte sie im selben Jahr nach der Stadt Kosloduj im Nordwesten Bulgariens.